# 古恰镇
古恰镇，是中华人民共和国黑龙江省大庆市肇源县下辖的一个乡镇级行政单位。

## 行政区划
古恰镇下辖以下地区：
油田社区、八家河社区、古恰村、哈友村、兴发村、托古村、沿海村、仓粮村、孟克里村、三家子村、新立村和前永利村。